# العلاقات الأردنية الفنزويلية
العلاقات الأردنية الفنزويلية هي العلاقات الثنائية التي تجمع بين الأردن وفنزويلا.

## مقارنة بين البلدين
هذه مقارنة عامة ومرجعية للدولتين:
| وجه المقارنة                                              | الأردن                   | فنزويلا                                  |
| --------------------------------------------------------- | ------------------------ | ---------------------------------------- |
| المساحة (كم2)                                             | 89.34 ألف                | 916.45 ألف                               |
| عدد السكان (نسمة)                                         | 9.81 مليون               | 28.87 مليون                              |
| الكثافة السكانية (ن./كم²)                                 | 109.81                   | 31.5                                     |
| العاصمة                                                   | عمان                     | كاراكاس                                  |
| اللغة الرسمية                                             | اللغة العربية            | اللغة الإسبانية، لغة الإشارة الفنزويلية ‏ |
| العملة                                                    | دينار أردني              | بوليفار فنزويلي                          |
| الناتج المحلي الإجمالي (بليون دولار)                      | 40.07 مليار              | 482.36 مليار                             |
| الناتج المحلي الإجمالي (تعادل القوة الشرائية) بليون دولار | 82.80 مليار              |                                          |
| الناتج المحلي الإجمالي الاسمي للفرد دولار أمريكي          | 4.94 ألف                 |                                          |
| الناتج المحلي الإجمالي للفرد دولار أمريكي                 | 12.05 ألف                |                                          |
| مؤشر التنمية البشرية                                      | 0.748                    | 0.762                                    |
| رمز المكالمات الدولي                                      | +962                     | +58                                      |
| رمز الإنترنت                                              | .jo                      | .ve                                      |
| المنطقة الزمنية                                           | ت ع م+02:00، ت ع م+03:00 | 00                                       |

## منظمات دولية مشتركة
يشترك البلدان في عضوية مجموعة من المنظمات الدولية، منها:
| علم المنظمة | اسم المنظمة                        | تاريخ انضمام الأردن | تاريخ انضمام فنزويلا |
| ----------- | ---------------------------------- | ------------------- | -------------------- |
|             | وكالة ضمان الاستثمار متعدد الأطراف | 12 أبريل 1988       | 9 مايو 1994          |
|             | منظمة الشرطة الجنائية الدولية      | ?                   | ?                    |
|             | منظمة حظر الأسلحة الكيميائية       | ?                   | ?                    |
|             | منظمة التجارة العالمية             | ?                   | ?                    |
|             | البنك الدولي للإنشاء والتعمير      | 29 أغسطس 1952       | 30 ديسمبر 1946       |
|             | الأمم المتحدة                      | 14 ديسمبر 1955      | 15 نوفمبر 1945       |
|             | مؤسسة التمويل الدولية              | 20 يوليو 1956       | 28 ديسمبر 1956       |
|             | يونسكو                             | 14 يونيو 1950       | 25 نوفمبر 1946       |
|             | الاتحاد البريدي العالمي            | ?                   | ?                    |
|             | الاتحاد الدولي للاتصالات           | 20 مايو 1947        | 13 أغسطس 1920        |

## وصلات خارجية
- موقع وزارة الخارجية الأردنية
- موقع وزارة الخارجية الفنزويلية